# Fai della Paganella
Fai della Paganella es una localidad y comune italiana de la provincia de Trento, región de Trentino-Alto Adigio, con 908 habitantes.

## Evolución demográfica
| Gráfica de evolución demográfica de Fai della Paganella entre 1861 y 2001 |
|                                                                           |
| Fuente ISTAT - elaboración gráfica de Wikipedia                           |